# Jampel Gyatsho
| Tibetische Bezeichnung                                             |
| ------------------------------------------------------------------ |
| Tibetische Schrift: འཇམ་དཔལ་རྒྱ་མཚོ                                   |
| Wylie-Transliteration: ’jam dpal rgya mtsho                        |
| Aussprache in IPA: [tɕampeː catsʰɔ]                                |
| Offizielle Transkription der VRCh: Jambê Gyaco                     |
| THDL-Transkription: Jampé Gyatso                                   |
| Andere Schreibweisen: Jampel Gyatso, Jamphel Gyatso, Jampal Gyatso |
| Chinesische Bezeichnung                                            |
| Traditionell: 強白嘉措                                             |
| Vereinfacht: 强白嘉措                                              |
| Pinyin:Qiángbái Jiācuò                                             |

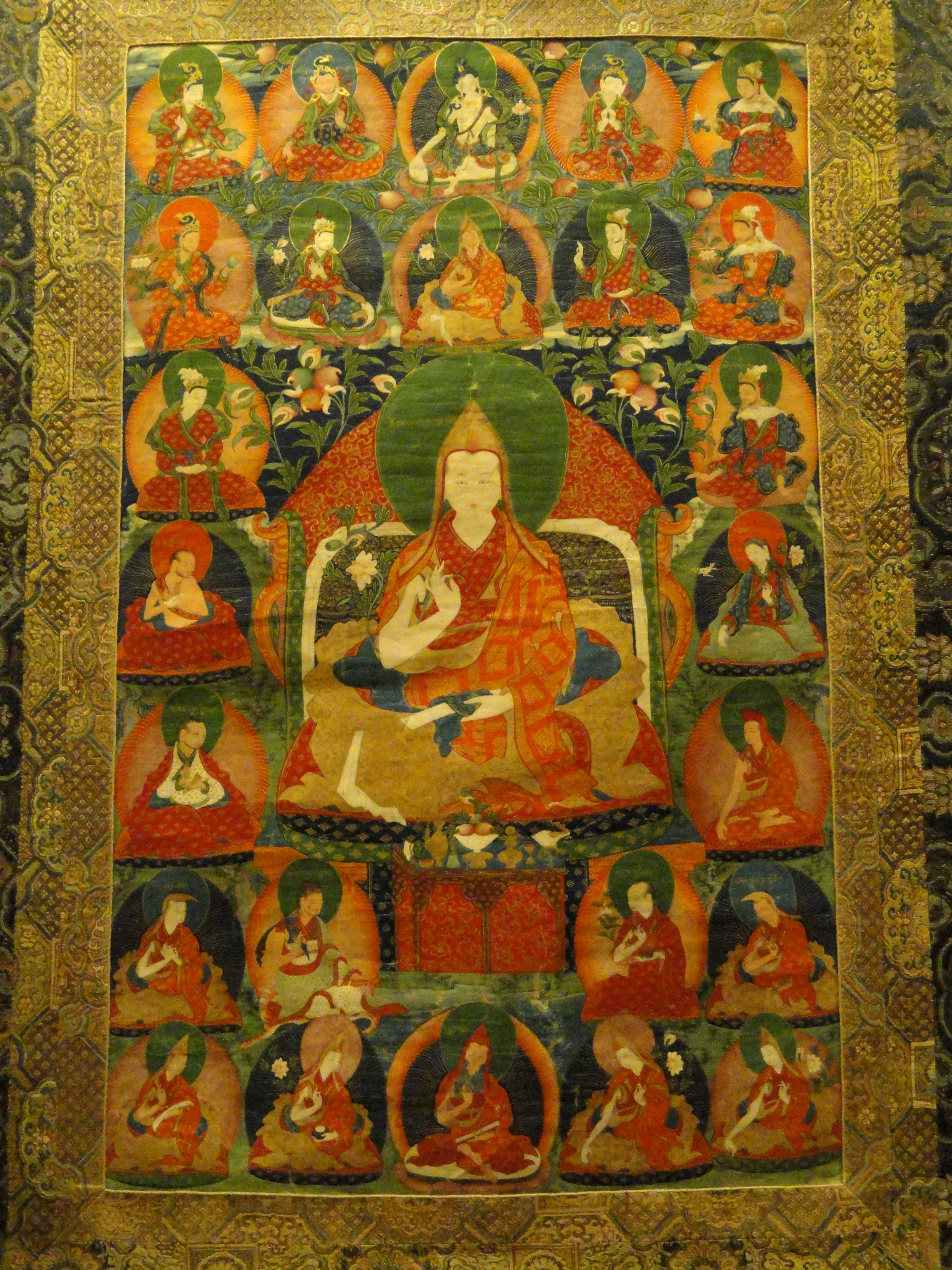
Darstellung von Jampel Gyatsho

Jampel Gyatsho (geb. 1758 in Ngamring in Tsang; gest. 1804) war der achte Dalai Lama. Er lebte zurückgezogen und ließ sich nicht in die politischen Ereignisse seiner Zeit einbeziehen.

## Leben
Der achte Dalai Lama, Jampel Gyatsho wurde 1762 im Potala inthronisiert und erhielt seinen Namen vom Penchen Lobsang Pelden Yeshe (gest. 1780). Wie zuvor kümmerte sich der Penchen Lama um die Ausbildung des Kindes. Auf seinen Vorschlag hin wurde bis zur Volljährigkeit ein Mönch als Regent eingesetzt. Dieser „Demo Trülku“ amtierte bis 1777 und danach amtierte Ngawang Tshülthrim, ein ehemaliger Hauslehrer des Kaisers Qianlong bis 1784. Die wirkliche Macht lag aber beim Penchen Lama. Unter seiner Führung herrschte Frieden im Land. Die Ambane, Chinas Handlanger in Tibet wurden von keiner Seite benötigt.
Nach dem Tod des Penchen Lama auf einer Reise an den Kaiserhof 1779/80 (er starb an den Pocken) änderte sich das innenpolitische Gleichgewicht. In Shigatse kam es aufgrund von Erbstreitigkeiten zu einer Verschwörung von Shamarpa, einem Halbbruder des Penchen Lama, der schließlich den König von Nepal zu Hilfe rief und das Land damit in zwei Kriege stürzte.
Im ersten Krieg mit Nepal 1790 rückten die Nepalesen erfolgreich in Richtung Lhasa vor und die beiden Ambane und ein kaiserlicher General namens Bazhong drängten die Tibeter zu einem Vertrag, um sich nicht vor dem Kaiser Qianlong rechtfertigen zu müssen. Aber der Dalai Lama erkannte den Vertrag (Tibet sollte jährlich 50.000 Rupien Tribut zahlen) nicht an. Als Tibet die Zusagen nicht einhielt, nahmen die Nepalesen in einem zweiten Krieg 1791 Shigatse ein und plünderten Trashilhünpo, misshandelten zudem einen chinesischen Gesandten, was den Kaiser zum direkten Eingreifen zwang. Eine chinesische Armee kam ins Land, schlug 1792 die Nepalesen und konnte sie in Verhandlungen zur Aufgabe sämtlicher Ansprüche zwingen. Shamarpas Leiche wurde den Chinesen übergeben. Die Briten (die man in Peking der Anstiftung dieses Krieges verdächtigte) verhielten sich neutral.
Danach erweiterte Kaiser Qianlong, der sein Vertrauen in die Regierung des Dalai Lama verloren hatte, seine Eingriffsmöglichkeiten in Tibet (1793). Chinas Vertreter in Tibet, die Ambane konnten nun in allen administrativen Angelegenheiten Entscheidungen fällen, sofern sie die Zustimmung des Dalai- und des Penchen Lama erhielten. Sämtliche wichtigen Belange liefen nun über sie, egal im Bereich des Recht, der Steuern und Finanzen, des Handels, des Militärs, auswärtiger Beziehungen oder der Postenvergabe. Auch die Spielregeln zur Auffindung der jeweiligen Wiedergeburten des Dalai- und Penchen Lama modifizierte er (Goldene Urne) und rechtfertigte das mit der Tendenz, die Wiedergeburten in begüterten Familien vorzufinden, und speziell auch mit dem unwürdigen Verhalten des Shamarpa.
In die Zeit des achten Dalai Lama fällt die Errichtung des Norbulingka-Parkes, der Sommerresidenz wurde (ca. 1783).